# Parti des jeunes tchèques
Le Parti des jeunes tchèques, également connu comme le Parti national libéral (Národní strana svobodomyslná) est un parti tchèque fondé en 1874 sous la direction de Karel Sladkovský. Professant l'émancipation du peuple tchèque, il se construisit en réaction à l’austroslavisme du Parti national tchèque, qualifié d'« ancien tchèque ». Le parti des jeunes tchèques s'imposa durablement aux élections parlementaires de 1891 face à l'hégémonie des « vieux tchèques ». Il participe aux troubles qui entourent la parution du Décret sur les langues le 5 avril 1897, lequel est prévu pour encadrer l'usage du tchèque dans les administrations austro-hongroises des provinces de Bohême et de Moravie. Il resta la première force politique du pays jusqu'en 1914.